# Prussia-Sammlung
Die Prussia-Sammlung war eine wichtige archäologische Sammlung zur Vor- und Frühgeschichte Ostpreußens. Sie war im Prussia-Museum im Königsberger Schloss ausgestellt. Um 1943 umfasste sie etwa 240.000 (nach anderen Quellen rund 450.000) Exponate. Im und nach dem Zweiten Weltkrieg wurde sie auseinandergerissen und galt lange Zeit als verschollen. Große Teile der Prussia-Sammlung befinden sich heute in Museen in Berlin, Kaliningrad (Königsberg) und Olsztyn (Allenstein).

## Geschichte
1844 gründete Ernst August Hagen mit einer Gruppe Königsberger, die sich für Geschichte interessierten, den Verein Altertumsgesellschaft Prussia. Ziel dieser Hobbyhistoriker war es, Kulturgut und Geschichte der Pruzzen und deren Vorfahren zu sichern, erforschen und dokumentieren. Ein herausragendes Projekt des Vereins wurde die Prussia-Sammlung. Sie umfasste archäologische Funde aus 5000 Jahren der Regionalgeschichte: Exponate aus Stein, Eisen, Gold, Silber, Bronze, Bernstein und Ton. Darunter waren Gebrauchsgegenstände, Schmuck, Waffen und Münzen aus der Stein-, Bronze- und Eisenzeit, der Antike, dem Mittelalter und der Neuzeit bis ins 20. Jahrhundert.
Die Exponate waren zuerst in der Universitätsbibliothek untergebracht, bis dem Museum 1879 umfangreiche Räumlichkeiten im Königsberger Schloss zur Verfügung gestellt wurden. Das Museum wurde aus verschiedenen Quellen bereichert. So wurde hier ab 1881 die Sammlung von Landesaltertümern des Königlichen Staatsarchivs aufbewahrt. 1905 übernahm das Museum Magazinbestände des Ostpreußischen Provinzialmuseums. 1925 wurde das Museum verstaatlicht und hieß seitdem offiziell Landeskundliches Provinzial-Museum.

## Abtransport aus Königsberg und Wiederentdeckung nach dem Krieg
Ab etwa 1943 wurden Teile der Sammlung nach und nach verpackt und Richtung Westen abtransportiert.
Teile der Magazinbestände, Kataloge, Grabungsdokumente und Sammlungsstudien wurden zuerst nach Rastenburg-Carlshof (heute Karolewo in Polen) abtransportiert. Von hier aus konnten die meisten Metallobjekte und Dokumente bis nach Demmin gebracht werden. 1949 wurden diese unterdessen teilweise geplünderten Bestände nach Berlin in die Akademie der Wissenschaften überführt, wo sie mehr als 40 Jahre im Keller lagerten. Erst nach der deutschen Wiedervereinigung wurden sie wiederentdeckt und dem Berliner Museum für Vor- und Frühgeschichte übergeben. Seit 1992 erfolgt hier eine Neuordnung und Neukatalogisierung der rund 45.000 archäologischen Objekte und der rund 50.000 Blatt Dokumentation.
Die in Carlshof zurückgelassenen Objekte, ein großer Teil davon aus Keramik, befinden sich im Museum für Ermland und Masuren in Olsztyn.
Die im Südflügel des Königsberger Schlosses ausgestellte Schausammlung, der wertvollste Teil des Prussia-Museums, blieb jedoch bis 1945 in der Stadt und überstand fast unversehrt die Bombardierungen Ende August 1944, infolge derer das Schloss fast komplett ausbrannte. Erst Anfang 1945 wurden die wertvollsten Exponate in Kisten verpackt und aus der Stadt abtransportiert. Nach dem Krieg galt dieser Teil der Sammlung lange Zeit als verschollen. Nach späteren Erkenntnissen wurde die Sammlung in das Fort III am Stadtrand von Königsberg gebracht. Dieses Fort aus dem 19. Jahrhundert, Teil des Festungsrings rund um Königsberg, wurde nach dem Zweiten Weltkrieg von sowjetischen Streitkräften genutzt und erst 1999 geräumt. Der im Fort versteckte Teil der Prussia-Sammlung war nach dem Krieg mehrmals geplündert worden.
Bei archäologischen Ausgrabungen in den Jahren 1999 und 2000 haben Kaliningrader Archäologen dort etwa 25.000 Gegenstände der Prussia-Sammlung gefunden und in das Museum für Geschichte und Kunst in Kaliningrad gebracht. Es stellte sich bald heraus, dass es dem Museum aufgrund mangelnder finanzieller und fachlicher Mittel unmöglich war, den Fund in überschaubarer Zeit zu restaurieren und zu dokumentieren. Daraufhin beschloss die ZEIT-Stiftung Ebelin und Gerd Bucerius im Oktober 2005 eine „Prussia-Arbeitsstelle“ in Kaliningrad einzurichten und Restaurierungsarbeiten zu finanzieren. Fachlich wurde das Projekt durch das Archäologische Landesmuseum Schleswig-Holstein unterstützt. Im Dezember 2000 wurden drei Kaliningrader Archäologen nach Deutschland eingeladen und mit modernen Archivierungsmethoden vertraut gemacht.
In einer Ausstellung in Kaliningrad vom Dezember 2001 bis Mai 2002 konnten bereits mehr als 1000 restaurierte Funde präsentiert werden. Seit Juli 2005 ist eine Prussia-Dauerausstellung geöffnet. Das Museum für Vor- und Frühgeschichte in Berlin-Charlottenburg zeigte bis zum 26. April 2009 eine Ausstellung zur Geschichte der legendären Prussia-Sammlung in Königsberg. Dabei wurden eigene Bestände einbezogen.